# 浦島海苔
浦島海苔（うらしまのり）は、東京都に本社を置く塩業会社・株式会社日本海水が製造・販売する海苔のブランド。
※本項では、かつて存在した企業としての浦島海苔株式会社についても触れる。

## 概要
元々は大正時代に熊本県玉名市で創業。地元有明海で獲れる海苔を加工・出荷していた。第二次世界大戦後に会社化し、生産から販売までの過程に先進システムを導入して売り上げを伸ばした。
しかし、“失われた20年”とも言われる長い不況や同業他社との競争激化などもあり、創業90周年にあたる2004年に民事再生法適用を申請。その後、塩業会社である日本海水が親会社となって再建を進めた。そして日本海水は事業拡大に向け、2015年4月1日に浦島海苔株式会社を吸収合併。同社が新設した食品・農業事業部に引き継がれた。また浦島海苔の通販サイトは引き継がれたうえで、新たに個人向けの塩販売事業を担わされた。

## 沿革
- 1914年 - 創業
- 1948年 - 会社（浦島海苔株式会社旧社）設立
- 2004年 - 民事再生法適用を申請
- 2005年 - 日本海水がスポンサーとなり、同名の新社を設立して旧社から事業を引き継ぐ（新旧分離）。旧社は「浦島商事株式会社」に社名変更の後清算
- 2015年 - 日本海水が浦島海苔新社を吸収合併。日本海水内に新設された食品・農業事業部に事業を引き継ぐ。本社工場は、日本海水熊本工場として継続、「浦島海苔」は日本海水のブランド名として存続する。

## 関連企業
- エア・ウォーター - 日本海水自体は同社のグループ企業である